# ابوماهر شیرازی
ابوماهر موسی بن یوسف سیار شیرازی (درگذشتهٔ ۳۵۰ قمری/۳۴۰ خورشیدی) از پزشکان و استادان علم پزشکی در قرون سوم و چهارم هجری و معاصر سلاطین دیلمی بود و نزد آنان معزز و محترم می‌زیست. ابوماهر نخستین کسی است که در شیراز به تعلیم و تربیت پزشکان می‌پرداخته و شاگردان نام‌آوری در مکتب او پرورش یافته‌اند. نامه دانشوران دربارهٔ او می‌نویسد «از جمله حکمای بزرگ و افاضل اطباست به فنون علوم حکمیه و صناعات طبیه مشهور و به اصابت رای و حذاقت در علاج معروف است. مولد و منشا آن طبیب ادیب شیراز بوده و هم در آن شهر که مرکز اهالی علم و مرجع خداوندان دانش بوده به اکتساب فضایل و اقتناء کمالات به پرداخت و نیز به اخذ علوم حکمیه و صنایع طبیه اشتغال ورزید تا در کلیهٔ علوم فلسفه و طب ربطی کامل و حذاقتی بی‌نهایت پیدا نمود.» ابوماهر نخستین جراحی است که تاریخ پزشکی متذکر نام او شده‌است و کنیه ابوماهر نیز به دلیل مهارتی که در عمل های جراحی داشت، تفویض شداست.